# Giao Hải
Giao Hải là một xã thuộc huyện Giao Thủy, tỉnh Nam Định, Việt Nam.
Xã Giao Hải có diện tích 5,46 km², dân số năm 1999 là 6307 người, mật độ dân số đạt 1155 người/km².